# Erythrotriorchis
Erythrotriorchis es un género de aves accipitriformes de la familia Accipitridae.

## Especies
Incluye dos especies de rapaces de Australia, Nueva Guinea e Indonesia:
| Especie                    | Región                   |
| -------------------------- | ------------------------ |
| Erythrotriorchis buergersi | Nueva Guinea e Indonesia |
| Erythrotriorchis radiatus  | Australia                |